# Irene Lentz
Irene Lentz, conosciuta come Irene (Baker, 8 dicembre 1900 – Los Angeles, 15 novembre 1962), è stata una costumista e attrice statunitense: usò nella sua carriera il solo nome di battesimo. Dopo il suo matrimonio con lo scrittore Eliot Gibbons (fratello del celebre scenografo Cedric Gibbons), usò talvolta anche il nome di Irene Gibbons.

## Biografia
Nata nel Montana, Irene Lentz cominciò la sua carriera cinematografica nel 1921 con un piccolo ruolo di attrice in un film di Mabel Normand, diretta da F. Richard Jones. Il regista e la giovane Irene iniziarono subito una relazione molto lunga che, alla fine, sfociò nel matrimonio. Ma, neanche dopo un anno dalle nozze, nel 1930, Jones moriva di tubercolosi. Dal suo debutto fino al 1925, Irene girò otto film, la maggior parte dei quali prodotti da Mack Sennett. L'ultima sua prova come attrice la diede nel 1925 in La vedova allegra di Erich von Stroheim, ma fu solo in un ruolo di comparsa.
Negli anni trenta, Irene iniziò a disegnare costumi per il cinema. Rimasta vedova, aveva aperto un piccolo negozio di abbigliamento per cui disegnava lei stessa i modelli. Il suo stile ebbe successo e i negozi Bullocks Wilshire, che servivano una clientela estremamente facoltosa tra cui si contavano molte stelle del cinema, le chiesero di lavorare per loro. Ben presto, anche alcune case cinematografiche richiesero la sua collaborazione. Il suo primo lavora come costumista fu in Goldie Gets Along, dove vestì Lili Damita. Ma fu con Ginger Rogers che Irene ebbe, nel 1937, la sua grande occasione quando le disegnò i costumi per il film Voglio danzar con te. Da quel momento, diventò una delle costumiste più conosciute di Hollywood e tra le tante stelle che vestì si ricordano Constance e Joan Bennett, Hedy Lamarr, Claudette Colbert, Carole Lombard, Ingrid Bergman e Loretta Young.
Lavorando per il cinema, conobbe - e sposò - Elliot Gibbons, fratello di Cedric, il capo divisione della direzione artistica della MGM, il più importante e influente scenografo di Hollywood. Nel 1942, Louis B. Mayer, il capo della MGM, la mise sotto contratto come Executive Designer, carica che ricoprì fino al 1949.
Nel 1946, disegnò gli abiti di Lana Turner per Il postino suona sempre due volte e, nel 1948, ottenne una candidatura agli Oscar per La moglie ricca.

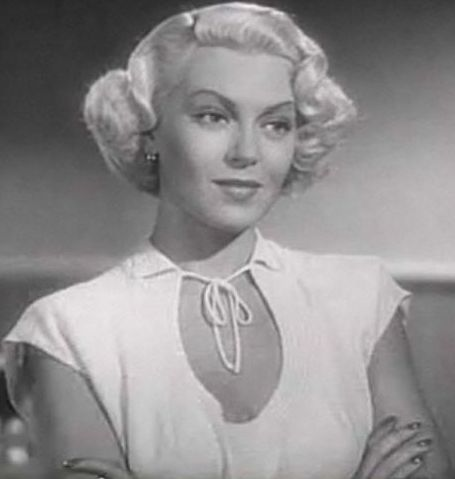
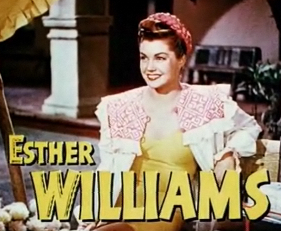

### Morte
Il 15 novembre 1962, meno di un mese prima del sessantaduesimo compleanno, la Lentz prese una camera all'undicesimo piano del Knickerbocker Hotel di Los Angeles sotto falso nome. Si gettò dalla finestra del bagno, finendo su un'estensione del tetto 8 piani più sotto. Aveva lasciato delle righe scritte per famiglia ed amici, per il marito ammalato e per l'hotel, scusandosi per i fastidi che il suo suicidio avrebbe causato. Secondo i suoi desideri ivi espressi, fu sepolta vicino al suo primo marito, il regista F. Richard Jones, nel Forest Lawn Memorial Park di Glendale.

## Filmografia

### Costumista (parziale)
- Goldie Gets Along, regia di Malcolm St. Clair - costumista, non accreditata (1933)
- Carioca (Flying Down to Rio), regia di Thornton Freeland - costumista, non accreditata (1933)
- Wedding Present, regia di Richard Wallace - costumista (1936)
- Voglio danzar con te (Shall We Dance), regia di Mark Sandrich - costumista (1937)
- Gioia di vivere (Merrily We Live), regia di Norman Z. McLeod - costumi per Miss Bennett (1938)
- Una donna vivace (Vivacious Lady), regia di George Stevens (1938)
- Servizio di lusso (Service de Luxe), regia di Rowland V. Lee (1938)
- Situazione imbarazzante (Bachelor Mother), regia di Garson Kanin - costumi per Miss Rogers (1939)
- Il ponte di Waterloo (Waterloo Bridge), regia di Mervyn LeRoy (1940)
- L'inarrivabile felicità (You'll Never Get Rich), regia di Sidney Lanfield (1941)
- Quell'incerto sentimento (That Uncertain Feeling), regia di Ernst Lubitsch - costumi per Miss Oberon (1941)
- Segretario a mezzanotte (Take a Letter, Darling), regia di Mitchell Leisen - costumi per Miss Russell (1942)
- Il segreto del golfo (Assignment in Brittany), regia di Jack Conway - supervisore (1943)
- La fortuna è bionda (Slighty Dangerous), regia di Wesley Ruggles (1943)
- A Stranger in Town, regia di Roy Rowland - supervisione (1943)
- Il nemico ci ascolta
- Al di sopra di ogni sospetto (Above Suspicion), regia di Richard Thorpe (1943)
- Mademoiselle Du Barry  (DuBarry Was a Lady)
- Best Foot Forward
- Young Ideas, regia di Jules Dassin (1943)
- Il difensore di Manila
- Il signore in marsina (I Dood It), regia di Vincente Minnelli (1943)
- La commedia umana (The Human Comedy), regia di Clarence Brown (1943)
- Girl Crazy, regia di Norman Taurog e Busby Berkeley - supervisore (1943)
- Due cuori in cielo (Cabin in the Sky), regia di Vincente Minnelli (1943)
- La signora Parkington (Mrs Parkington), regia di Tay Garnett - supervisore (1944)
- Bellezze al bagno (Bathing Beauty) regia di George Sidney - supervisore ai costumi (1944)
- Lo spettro di Canterville (The Canterville Ghost), regia di Jules Dassin - supervisore (1944)
- La stirpe del drago (Dragon Seed), regia di Harold S. Bucquet e Jack Conway - supervisore (1944)
- La settima croce (The Seventh Cross), regia di Fred Zinnemann - supervisore (1944)
- Maisie Goes to Reno
- Kismet regia di William Dieterle - supervisore (1944)
- Il matrimonio è un affare privato (Marriage Is a Private Affair), regia di Robert Z. Leonard (1944)
- L'avventuriero della città d'oro
- La signora Parkington (Mrs Parkington), regia di Tay Garnett - supervisore (1944)
- Ritmi di Broadway (Broadway Rhythm), regia di Roy Del Ruth - costumista (1944)
- Due ragazze e un marinaio (Two Girls and a Sailor), regia di Richard Thorpe - supervisore ai costumi (1944)
- Kismet, regia di William Dieterle - supervisore ai costumi (1944)
- Jolanda e il re della samba (Yolanda and the Thief), regia di Vincente Minnelli - costumi per Miss Bremer (1945)
- Baciami e lo saprai! (Twice Blessed), regia di Harry Beaumont (1945)
- Sua altezza e il cameriere (Her Highness and the Bellboy), regia di Richard Thorpe (1945)
- Vacanze al Messico (Holiday in Mexico), regia di George Sidney (1946)
- L'isola sulla montagna (High Barbaree), regia di Jack Conway (1947)
- Il canto dell'uomo ombra (Song of the Thin Man), regia di Edward Buzzell (1947)
- La matadora (Fiesta), regia di Richard Thorpe (1947)
- Il pirata (The Pirate), regia di Vincente Minnelli (1948)
- I Barkleys di Broadway (The Barkleys of Broadway), regia di Charles Walters (1949)
- Malesia (Malaya), regia di Richard Thorpe - costumi per Miss Cortesa (Valentina Cortese) (1949)

### Attrice
- Molly O', regia di F. Richard Jones (1921)
- The Duck Hunter, regia di Roy Del Ruth (1922)
- A Tailor-Made Man, regia di Joseph De Grasse (1922)
- The Daredevil, regia di Del Lord (1923)
- Ten Dollars or Ten Days, regia di Del Lord (1924)
- Picking Peaches, regia di Erle C. Kenton (1924)
- Rupert of Hee Haw, regia di Scott Pembroke (1924)
- La vedova allegra (The Merry Widow), regia di Erich von Stroheim (1925)